# 타카시마 가라
타카시마 가라 (高島雅羅, 1954년 월 일 ~ )는 일본의 성우, 영화배우이다. 배우자는 긴가 반죠.

## 참가 작품

### 영화
- 《무사 쥬베이》 (1993)
- 《메모리즈》 (1995)
- 《명탐정 코난: 14번째 표적》 (1998)
- 《명탐정 코난: 눈동자 속의 암살자》 (2000)
- 《애플시드 - 엑스 머시나》 (2007)